# Pluszcz meksykański
Pluszcz meksykański (Cinclus mexicanus) – gatunek ptaka z rodziny pluszczy (Cinclidae), zamieszkujący Amerykę Północną. Nie jest zagrożony wyginięciem.

## Systematyka
Wyróżniono pięć podgatunków C. mexicanus:
- Cinclus mexicanus unicolor – Alaska, zachodnia Kanada i zachodnie USA.
- Cinclus mexicanus mexicanus – północny i środkowy Meksyk.
- Cinclus mexicanus anthonyi – południowo-wschodni Meksyk, południowo-zachodnia Gwatemala, wschodni Honduras i północno-zachodnia Nikaragua.
- Cinclus mexicanus dickermani – południowy Meksyk.
- Cinclus mexicanus ardesiacus – Kostaryka i zachodnia Panama.

## Morfologia
Długość ciała 18–20 cm, rozpiętość skrzydeł 23 cm. Masa ciała 43–67 g.
Krępy, przypomina strzyżyka zwyczajnego, o krótkim ogonie, jednak wielkości drozda. Pióra łupkowoszare, z brązowym odcieniem na głowie; nad i pod okiem widoczne białe półksiężyce; dziób czarny. Obie płci są podobne. U dorosłych ptaków w zimie oraz u młodych pióra na skrzydłach i spodzie ciała są jasno zakończone. Młode ptaki z rdzawym odcieniem, jasnoszarym gardłem; na spodzie plamki, dziób żółty.

## Zasięg, środowisko
Osiadły w zachodniej części Ameryki Północnej od Alaski i Aleutów po zachodnią Panamę. Zamieszkuje zimne, bystre strumienie. W latach 90. XX w. odnotowany w lesie deszczowym w stanie Carabobo w północno-zachodniej Wenezueli.

## Zachowanie
Prowadzi zazwyczaj samotny tryb życia, choć niektóre pary pozostają razem na zimę.
Żeruje na brzegach albo pod wodą na dnie strumieni. Zjada owady i ich larwy oraz drobne ryby. Spłoszony leci nisko nad ziemią.
Wyprowadza 1–2 lęgi w roku. Gniazdo buduje na półce skalnej, za wodospadem, na głazach, pod mostem itp., ale zawsze ponad lub w pobliżu szybko płynącej wody. W zniesieniu 4–5 białych jaj (inne źródło podaje 2–4). Ich inkubacja trwa 14–17 dni, a zajmuje się nią wyłącznie samica, którą w tym czasie dokarmia samiec. Oboje rodzice karmią pisklęta. Młode są w pełni opierzone po 24–26 dniach od wyklucia. Po opuszczeniu gniazda potrafią pływać i nurkować, ale są nadal karmione przez rodziców przez około 24 dni.

## Status i ochrona
IUCN uznaje pluszcza meksykańskiego za gatunek najmniejszej troski (LC, Least Concern) nieprzerwanie od 1988 roku. Organizacja Partners in Flight szacuje liczebność światowej populacji lęgowej na 190 tysięcy osobników. Trend liczebności populacji uznawany jest za stabilny.